# Pecica
Pecica là một xã thuộc hạt Arad, România. Dân số thời điểm năm 2002 là 13021 người.